# Austrolauthia spegazzinii
Austrolauthia spegazzinii är en tvåvingeart som beskrevs av Juan Brèthes 1914. Austrolauthia spegazzinii ingår i släktet Austrolauthia och familjen gallmyggor. Inga underarter finns listade i Catalogue of Life.